# 독수리 오형제
《독수리 오형제》는 일본 다쓰노코 프로덕션에서 제작한 공상과학물 애니메이션이다. 원제목은 과학닌자대 갓챠맨(일본어: 科学忍者隊ガッチャマン 카가쿠닌자타이 갓챠만[*], Science Ninja Team Gatchaman)이다.

## 작품소개
- TV 애니메이션은 1972년 10월 1일부터 1980년 8월 31일까지 후지 테레비에서 매주 일요일 18시 - 18시 30분에 총 105화가 방송되었다. 2년간의 평균 시청률은 약 21%(다쓰노코 프로덕션의 보존 자료에 의하면 평균 시청률 17.9%, 최고 시청률 26.5%).
- 당초는 거대 메카와 싸우는 저연령 전용의 액션 작품으로서 시작했지만, 공해·과학·전쟁 등 현실적이고 진지한 주제, 육친의 정이나 과거라고 하는 드라마성 등, 어린이용 애니메이션에서 잘 시도되지 않는 에피소드가 인기를 끌었다. PCB, 원자력 선 등 당시의 사회 문제를 소재에 이용한 회도 있는 것 외에 개랙터가 과학 닌자대를 앞질러 승리를 거두거나 작전 그 자체는 실패하지만 1개의 도시를 괴멸시키는 등, 일반적으로 생각할 수 없는 전개도 많았다. 시청률도 높았기 때문에 당초 1년간의 방송 예정이 2년으로 연장되어 다쓰노코 프로덕션을 대표하는 SF히어로 액션 작품이 되었다.
- 지구 정복을 노리는 비밀 결사 개랙터(Galactor)에 맞서는 5명의 소년 소녀 혼성 특공대의 활약이 주된 내용이다. 선과 악의 대결이라는 단순구도의 어린이용 애니메이션 작품과는 달리, 각 인물마다 개성이 부여되었고, 그에 따른 갈등과 고뇌가 나타나면서 복합적인 줄거리를 갖게 되었다.
- 당시로는 시청자의 눈을 사로잡는 화려한 액션신을 선보였다. 그 외에도 작화의 품질과 기술력은 당시의 애니메이션의 수준을 훨씬 뛰어 넘은 것이어서, 30년 이상 경과한 현재의 애니메이션과 비교해도 뒤떨어지지 않는 작품이다. 당시의 다쓰노코 프로덕션에는 실사용 카메라가 장비로 있어 실사 영상이나 옵티칼 합성의 장면도 여기저기에 사용되고 있다. 오프닝에 등장하는 지구는 질감을 내기 위해 조리 기구의 볼을 지점토로 가린 뒤, 그 위에 바다나 구름을 그린 것을 촬영한 것이다.[1]
- TV 애니메이션이면서, 1화 당 셀화 매수는 평균 5천~6천 매에 이르러, 1만 매를 넘은 경이적인 회도 있었다. 제1화〈갓챠맨 대 터틀 킹〉은 특히 우수작으로 여겨져 괴수 영화의 스케일감이 있다고 평가되었다. 후의 OVA판으로 이 회가 리메이크되었다.
- 본작의 임시타이틀에는〈과학닌자대 비행사〉나 〈과학닌자대 그림자 나이츠〉가 있었지만, 제작 관계사인 요미우리 광고사의 마쓰야마 전무의 제안에 의해〈갓챠맨〉으로 결정. 마쓰야마에 의하면, 메카가 합체할 때의〈갓챠〉라고 하는 효과음으로부터 발상을 얻었다고 하지만, 〈마치 개그같다〉라고 다쓰노코 프로덕션의 스탭측에서는 악평을 했다고 한다. 왠지 모르게 느낌으로 붙였기 때문에, 〈근성과 맨으로 갓챠맨〉이라고 설명되기도 했다. 작품내의 설정에서는, 〈갓챠맨〉이란 독수리 오형제 리더의 칭호이다. 정확하게 부른다면 리더인 켄 이외의 네 명은 주역이 아니고, 단지 독수리 오형제의 일원이라는 것이 된다(실제로 엔딩의 캐스트 소개에서는 켄만〈갓챠맨〉이라고 하는 역할의 이름이 되어 있다). 적측의 〈개랙터〉는 과거의 다쓰노코 프로덕션 작품 〈우주 에이스〉에 등장하는 SF작가 히로세 타다시가 이름 붙인 적캐릭터의 이름을 재사용한 것이다. 〈베르크·캇체〉등의 이름들이 임펙트의 힘을 노리고 너무 스마트한 이름으로 했다는 관계자의 회상이 있다.
- 다쓰노코 프로덕션의 금자탑이라고도 말할 수 있는 작품으로 완성되었음에도 불구하고, 기획을 맡은 도리우미 진조는 갓챠맨의 설정에 대해, '나중에 생각하면) 너무 엉성하고 황당무계한 것이었다'라고 후회했다. 이 생각이 나중에 도리우미가 〈소설·과학 닌자대 갓챠맨〉(1989년 발표)을 쓰는 동기가 되었다.

## 방영

### 대한민국
대한민국에서는 1979년 10월 24일부터 1980년 8월 27일까지 TBC에서, 1990년 2월 7일부터 11월 9일까지와 1996년 4월 25일부터 9월 11일까지 KBS를 통해 지상파로 방영되었고, 1996년 4월 25일부터 9월 11일까지 KBS에서 《독수리 오형제II》,《독수리 오형제 F》가 방송되기도 하였다. 2004년에는 체리필터의 주제가와 함께 케이블 MTV에서 《독수리 오형제II》만 다시 방영되었고, 2009년 3월 26일부터 9월 11일까지 KBS에서 더빙 방송한《독수리 오형제》1기를 EBS에서 방영하기도 했다.

### 미국
미국에서는 1978년 10월부터〈Battle of the Planets〉 이라고 하는 제목으로 신지케이션 판매로 각지의 텔레비전국에서 방송되었다. 갓챠맨은 우주의 제혹성에서 적과 싸우는 G Force라고 하는 설정이 되어, 폭력 묘사 등 미국에서는 문제가 있는 영상이 일부 삭제되어 세븐 자크 세븐(미국판의 오리지널 로봇)이 등장해 설명하는 장면이 추가되었다. 그 외, 독자적인 요소를 포함시키는 등의 편집이 더해져 총 85화의 시리즈로 되어 있다. 1986년에 케이블 TV 채널DPTJ〈G-Force Guardians of Space〉의 제목으로 총 85화가 방영되고 있다. 이쪽은 '〈Battle of the Planets〉보다 원판에 충실하다'라고 말한다. 2005년에 ADV 필름으로부터 원판에 지극히 충실한 영어 더빙판 DVD가 제작되어 1년 남짓 걸쳐 총 105화가 릴리스 되었다.

### 대만
대만에서는 《과학소비협》(중국어 간체자: 科学小飞侠, 정체자: 科學小飛俠, 병음: kē xué xiǎo fēi xiá 커쉬에샤오페이샤[*])이라는 제목으로 1977년~1978년 처음 방영된 이래 몇 차례 방영되었으며, 주제가는 일본판 원곡에 중국어로 번안한 가사를 붙여 아동합창단이 불렀다.

## 등장 인물
- 성우진은 일본어(동양방송/KBS(1990년)/KBS(1996년)/SBS/EBS) 순임.
- 참고로 한국어 성우진이 한 명일 경우 모두 동일하며, EBS판 성우진은 KBS(1990년)판과 동일.
- 내용의 괄호 중 일부는 한국어 방영 당시에 쓰인 것임.

- 독수리 켄(동욱/건)/G-1호: 18세. 본명은 와시오 켄. 독수리 오형제의 리더이다. 신장 180 cm, 체중 60 kg. 평상시는 시험 비행을 하는 파일럿이다. 변신 후의 무기는 새의 형태를 한 부메랑. 일반적으로는 버드랑(birdrang; bird boomerang)이라고 하는 이름으로 불린다. 변신시의〈버드 고!(변신! 독수리~!)〉와 마찬가지로 부메랑을 던질 때에 말하는 구령이기도 하다. 본편 중에서는 본명이 거의 나오지 않고, 오로지 이름만, 혹은 통칭으로 불리고 있다. 평상시는 별로 돈이 없는 것 같아서, 준이 경영하는 바에서 자주 외상으로 먹고 마시기를 해, 진페이가 지불을 요구하곤 한다. 준을 좋아하고 있지만, 독수리 오형제의 임무를 최우선으로 하기 때문에 전혀 깨닫지 않았다.
  - 성우-모리 가쓰지(전아/장세준/홍승섭/홍성헌)
- 콘돌 조(창수/혁)/G-2호: 18세. 본명은 조 아사쿠라. 일본계 이탈리아인이다. 신장 185 cm, 체중 60 kg. 멤버 중에서 제일 어른스러워지고 있고 분별없으며 잘 빈정거리는 사람이다. 켄(건)과 무엇인가 대립하는 것이 많으나(특히 버드 미사일의 발사에 관해서), 서로의 힘은 서로 인정하고 있다. 또, 잘 빈정거리는 사람이라고 해도 성격은 밝고, 교제는 좋다. 개랙터 대원(아버지 주세페 아사쿠사, 어머니 카테리나 아사쿠라 부부)의 아이로서 태어나지만, 조직에서 도망치기로 시도한 그들은 개랙터에 살해되고, 자신은 난부 박사에 의해 살 수 있었던 과거가 있다. 평상시는 레이서다. 변신 후의 무기는 날개 장도칼과 와이어탄, 신호탄 등 여러 가지 종류의 총알을 쏠 수 있는 권총, 에어 암이다. 덧붙여 본작에 있어서는 날개 장도칼은 다른 캐릭터도 사용하고 있어(건과 준이 각각 한 두번), 반드시 그 전용의 무기는 아니다. 아이캐치의 〈갓챠맨!〉이라고 하는 소리는 사사키가 담당하고 있어, 다음 작품 〈II〉이후도 아이캐치로 사용되고 있다.
  - 성우-사사키 이사오(김도현/이정구/이재용/김준)
- 백조 준(유미/수나)/G-3호: 16세. 미국인과 일본인의 혼혈인으로 신장 160 cm, 체중 45kg이다. 평상시는 디스코 바 스넥 J를 경영하고 있는 미소녀. 하지만 요리는 골칫거리(달걀 프라이 정도밖에 할 수 없는 것 같다)이므로, 오로지 진페이 담당이다. 이 스넥 J는, 준과 진페이의 집인 것과 동시에, 닌자대 멤버의 대기 장소 겸 정보 교환의 장소가 되어 있다. 고아원에서 자란 소녀인 탓인가는 모르지만, 성씨는 작품 중에서는 분명하지 않다. 그러나, 자신의 자라난 내력을 어느 정도 준 본인이 기억하고 있는(혼혈인 것 등) 것으로 볼 때, 실제로는 성씨는 있다고 생각된다. 폭탄의 프로이기도 하다. 켄(건)에게 좋아하는 감정을 가지고 있지만(진페이에게는 가끔 그것으로 조롱당한다), 좀처럼 켄 본인에게는 그것이 전해지지 않아 그것으로 고민하기도 한다.
  - 성우-스기야마 가즈코(이향숙/서혜정)
- 제비 진페이(철/뼝)/G-4호: 추정 연령은 11세. 신장 120 cm, 체중 30 kg. 고아로, 준과 같은 고아원에서 자랐다. 그렇기 때문에 준을 친누나로 여긴다. 준과 마찬가지로 성씨는 불명. 스넥 J의 웨이터로, 평상시에도 준과 함께 살고 있다. 변신 후의 무기는 아메리칸 크래커다. 타격을 주거나 적에게 내던져 움직이지 못하게 하거나 한다. 생일은 준과 만난 날로, 〈진페이〉라고 하는 이름도 준이 붙였다고 하는 설정이다. 또한 〈진페이〉라고 하는 이름의 유래는 기획을 맡은 도리우미 진조가 '아는 사람의 이름'이라는 것이다.
  - 성우-시오야 요쿠(박영남/김순원/박영남(1996년판 초기)/이정은(1996년판 후기)/손정아)
- 부엉이 류(영민/용)/G-5호: 17세. 본명은 나카니시 류.[3] 신장 170 cm, 체중 80 kg. 일본 동북지방의 어부 아들로, 평상시는 요트 전용 항구의 관리인이다. 빈둥거리고 있지만 바다에서 단련한 괴력을 가져 수중전이나 배의 조선으로 활약한다. 갓 피닉스의 메인 파일럿도 맡는다. (실제로는 이야기의 도중까지는 켄(건)의 부친도 살아 있었지만) 멤버 중에서 육친(부모님과 남동생)이 건재하다.[4] 그렇기 때문에, 난부 박사의 배려로 전투에 직접 참가하는 경우는 적고, G-5호 안에서 대기하고 있는 경우가 많다(본인도 G-5호 지킴이에 불평하는 묘사가 많다). 적과 싸울 때는 오로지 괴력으로만 싸운다.
  - 성우-가네모토 신고(유만준/유해무/김태웅/장승길)
- 난부 박사(유박사/남박사): 48세. 독수리 오형제의 대리부모이기도 하다. 옥스퍼드 대학과 케임브리지 대학에서 배운 천재적인 과학자로, 일본 과학기술청의 장관이다. 후에 국제 과학기술청의 최고 간부가 된다. 도쿄 대학 명예 교수이기도 하며, 독신이다. 실존 인물을 바탕으로 했으며 모델은 아시다 신스케이다.
  - 성우-오오히라 도오루(황원/김규식)
- 와시오 겐타로/레드 임펄스(날으는 표범/적색 충격기) 대장: 난부 박사와는 오랜 세월의 친구. 선글래스로 모습을 숨기고 있지만, 실은 켄(건)의 부친이다. 속편 〈II〉이나 〈F〉에서도 켄의 회상 장면 등에서 등장한다.
  - 성우-요시자와 히사시가(김병관/이봉준/설영범)
- 앤더슨 장관: 국제 과학기술청의 장관이다. 다음 작품 〈독수리 오형제 II〉에서는 종반에 중상을 입는다. 〈II〉 종반에서는 손자 샘 앤더슨(성우:시오자와 가네토)도 등장했다.
  - 성우-오미야 테이지(이봉준)
- 베르크 캇체: 개랙터의〈수뇌〉로, 자칭 〈차기 총통〉. 총통 X의 충실한 부하로서 개랙터의 부대를 지휘한다. 특기는 변신으로 여성으로 변하는 것이 대부분. 이것은 캇트 여성설의 한 요인으로, 그 밖에 립스틱을 발라 있거나, 감정의 기복이 격렬하다 등이 있다. 그의 정체를 찾는 것도 프로그램의 복선의 하나였다. 그 실태는 '총통 X에 의해서 남녀 두 명의 인간이 합쳐진 돌연변이체이며 IQ가 280으로 상당히 높은 것도 두 명 분의 뇌세포를 가지기 때문에'라고 하는 설명이 이루어지고 있다. 대체로 작전을 세우거나 메카를 고안하거나 하는 참모적 존재이며, 작전의 실행은 〈대장〉이라고 불리는 개랙터 대원의 비교적 우수한 사람에게 담당하게 하고 있다. 그렇기 때문에, 실전력은 전무에 그친다(다만, 제 7화에서 거대한 채찍으로 로켓이나 비행기를 파괴하거나, 제 35화에서 빼앗은 나라의 대신을 궁전의 창에서 휙 던지는 등, 약간의 작전 실행 경험도 있다). 그리고 정평이 되고 있는 도망치는 발걸음의 속도는 어느 악역에게도 지지 않는 만큼이어서, 갓챠맨들도 캇체의 도망치는 발걸음의 속도에는 혀를 내두르고 있다(메카 내부에는 반드시 캇체용 탈출 로켓이 있다). 대원을 버리는 경우도 자주 있고, 대원을 소모품 정도밖에 보지 않는다고 생각된다. 자신의 친부모인 총통 X의 평가를 비정상일 정도로 신경쓴다. 덧붙여 이따금 칭찬받아 매우 기뻐할 때도 있다. 특히 중반 이후가 되면, 개랙터 대원들과의 교섭이 웃음을 잡을 방향으로 나아가게 되어, 진지한 이야기 중에서의 코믹함을 연출하고 있었다. 그러나 단순한 얼간이인 악역이 아니고, 마지막 최후로 총통 X에게 버림받아 자포자기의 반광란이 되어 자해 하는 장면 등에서 돌연변이체로 된 사람의 비애가 강하게 밝혀지고 있었다. 이름의 유래는 독일어로〈산(Berg)〉+〈고양이(Katze)〉이다.
  - 성우-데라시마 미키오(남성),사와다 도시코(여성)(송두석/김영민/홍성헌(이하 남성),(여성)손정아) 1996년 故 최병상
- 총통 X: 200만 광년 떨어진 안드로메다 은하안에 있는 세레크트로별로부터 명령을 받아 온 정체 불명의 지배자. 본작에서는 21화에서 정체가 밝혀질 것 같게 되지만 끝까지 정체는 불명했다. 그 정체는 4년 후의 다음 작품 〈갓챠맨 II〉에서 밝혀진다. 기획 단계에서는 〈총통 X는 존재하지 않고, 베르크 캇체를 조종하고 있던 환상이었다〉라고 하는 설정안이 있었지만, 애니메이션에서는 이해하기 어렵다고 하는 것 때문에 사용되지 않았다. 이 아이디어는 후에 '타임 패트롤 대 오타스케맨에서 사용되게 된다.
  - 성우-다나카 노부오(박상일/유해무/한상덕/장광)
- 대장: 개랙터 대원 수십 명을 인솔하는 지휘관. 대부분이 1회만 등장하는 게스트 캐릭터이지만, 2화에 걸쳐서 등장한 사람도 있다. 그럼에도 불구하고 화려한 코스튬 등에서 그 인상은 극히 강하다. 일반 대원에서 등용된 사람과 외부로부터 스카우트된 사람이 있어 전자의 경우 훈장 20개를 획득하는 것으로 대장으로 승진할 수 있다.[5] 또, 중기 이후는 긴 기간 일했다고 하는 이유로 승진한 사람[6],메카를 맡지 않는 정찰위성 대장, 패트롤 대장 등의 대장도 등장했다. 부하에게 치프(Chief)로 불리는 비교적 우수한 대원이 있어 지휘의 일부를 담당하게 하고 있다.
- 대원: 일반병. 녹색의 보디 슈트, 마스크로 이루어진 제복을 몸에 걸치고 있어 현저한 육체적 특징 이외로 개인을 판별하는 것은 어렵다. 이른바 전투원이지만, 개조 인간은 아니고 고용되고 있는 일반인이다. 엘리트 부대로서 개랙터 닌자대 블랙 버드 등이 존재한다. 박봉이지만 급료가 지급되어 비번 때에는 음주가 인정되고[7], 거리의 가까이에 있는 기지에 배속된 사람에게는 거리에 계속 내보내는 즐거움도 있는 등 복리후생면이 상세하게 그려졌다. 기본적으로 중화기로 싸우지만, 이따금 육탄전, 접근 격투로 도전하는 사람도 있다.
- 블랙 버드: 후기에 등장한 정예 전투원. 갓챠맨처럼 새를 모티프로 한 모습을 하고 있다.
  - 해설:성우-기노시타 히데오(김도현/이정구/홍성헌)

## 등장 메카

### 프레스 렛
닌자 대원이 팔에 찬 트랜스시버는 긴급시의 버드 스크럼블 등의 기능 외, 각자의〈버드 고!〉라고 하는 말에 반응해 3,600 풀 메가헤르츠라고 하는 고주파를 발생시켜 각자가 평상복으로 입은 옷을 버드 스타일로 변화시키고, 동시에 위장한 G-1~4호의 메카를 본래의 닌자대 사양으로 변화시킨다. 버드 스타일로 변신하기 위해서 평상복옷은 특수 가공이 되어있는 것 같아서, 멤버는 가슴에 1에서 5의 글자를 다룬 T셔츠에 벨 보톰조(준과 진페이는 스트라이프조)의 팬츠, 정해진 구두의 모습으로밖에 그려져 있지 않다. 이것은 후의 시리즈에서도 같지만, 디자인은 각 시리즈로 차이가 난다. 덧붙여서〈II〉에서는, T셔츠의 숫자가 작아지고, 하의는 시대를 반영해서인지 슬림 진으로 되어 있었다(〈II〉에서는 준과 진페이도 하의는 스트라이프 칼라로부터 각각 흰색과 블루의 단색이 되었다). 이야기 도중에 준의 부츠가 벗겨져 개랙터에게 확보되어 변신의 비밀이 폭로해지기도 했다. 덧붙여 변신 중, 브레이슬릿을 제외한 것만으로는 변신은 풀 수 없지만, 망가졌을 때에는 변신은 풀 수 있게 되어버린다. 독수리 오형제의 변신의 메카니즘에 대해 〈공상 과학 독본〉에서는 〈옷이나 헬멧이 압축되어 브레이슬릿에 수납되어 있다〉,〈브레이슬릿이 고밀도가 되어 비정상으로 무거워져, 백조 준도 한쪽 팔만 필요 이상으로 단련되어 버린다〉라고 있어, 독수리 오형제 관련 홈페이지에서는〈모〈과학 독본〉에 쓰여있는 것은 거짓말이다〉라고 단언하고 있는 것도 있다(밀도가 높아져도, 질량, 중량이 증가하는 것은 아니다).

### 갓 피닉스(제트 피닉스)
G-1호기부터 G-5호기의 5대의 머신이 합체 한 대형 정찰/공격기. 메인의 파일럿은, G-5호 지킴이를 겸하는 경우가 많은 류(용). 콕피트는 기체의 거의 중앙, 돔부아래에 있어 오로지 모니터 화상에 의지해 비행/항행한다. 무기는 기체 표면에 내장된 연장식의 버드 미사일. 67화부터 기체 아래쪽 면에 초버드 미사일을 2발 추가 장비했다. 최고속도는 비행시 마하 5,수중 잠항시 40 노트. 필살 기술은 고속 비행하는 것으로 대기와의 마찰열에 의해〈불길을 감긴 새〉 상태가 되고, 적 메카의 몸통을 전력투구로 관통하는〈과학 둔갑술 불새〉이지만, 이것은 필살의 기술인 것과 동시에 공중 분해의 위험성도 있다. 바리에이션 기술로서 불새를 발동시킨 후, 각 G메카의 합체를 해제해 각 기가 불길에 싸인 상태로 전력투구를 실시하는 〈불의 조·영분신〉이 있다. 덧붙여 불새를 시작으로 하는 갓 피닉스의 무장은 G-1~4호까지의 모두가 G-5호와 합체 하지 않으면 사용할 수 없지만, 1기 부재의 기체가 있었을 때(G-1·2호가 합체 하고 있지 않으면 외관이 바뀌기 때문에, 베르크 캇체에게 그것을 묻고 있던 적대장에게 기체가 부족한 것을 간파해져 위험했던 경우가 있다)에 무리하게 버드 미사일을 발사했던 적이 있다. 당초, 닌자대는 개랙터의 본부 발견이 최우선 사항으로 여겨지고 있어 임무 중의 적극적인 전투는 금지되고 있었다. 그 때문에 버드 미사일의 발사 스위치에는 커버가 장착되어 발사하려면 갓 피닉스에 5명 모두 탑승하고 있는 상태로 난부 박사의 허가가 필요했다. 그러나 개랙터의 파괴 활동은 점차 격렬해져, 공격 개시의 판단이 늦는 것으로 생기는 도시에의 피해나 닌자대 자체의 위험도 커져 갔기 때문에 곧 닌자대의 독단으로(박사에게는 사후 승낙으로 한다) 공격을 실시할 수 있게 되었다(발사 버튼을 무리하게 누르는 것은 오로지 조(혁)의 역할이지만, 평상시는 조를 말리는 역할의 켄(건)도 이따금 하고 있다). 하지만 그 후도 개랙터의 메카는 계속 강력화해 갓 피닉스가 격추되는 일도 종종 일어나게 되었다. 그리고 67화〈필살! 갓챠맨 파이어〉에서는 마침내 갓 피닉스가 염상·대파해 버린다. 이 때의 대규모 수복 작업때 갓 피닉스와 각 G메카에 무장의 추가/장갑 강화를 했다. 이와 같이, 〈정의의 아군〉이 조종하는 기계물로서는 의외롭게도 약한 부류에 들어간다. 심플한 디자인으로, 무적의 힘을 가지고 있는 것도 아니지만, 멤버의 용기와 재치로 수많은 위기를 넘어〈독수리 오형제의 파트너 〉라고 하는 말이 가장 어울린다. 독특한 존재감을 발하는 인기가 높은 메카이다. 덧붙여 속편〈갓챠맨 II〉에서는 뉴 갓 피닉스에게 역할을 양보하고 은퇴해 난부 박사의 별장에 보관되고 있었지만, 제 47화에서는 판도라 박사의 조종으로 재차 등장, 신구 갓 피닉스에 의한 더블 불새가 되는 경우도 있다.

### G-1호기
좌석이 하나 있는 가변익 제트기(날개의 가동은 오로지 갓 피닉스와의 합체시만). 켄(건)이 탑승한다. 최고 속도는 마하 4. 평상시는 켄의 자가용 세스너기의 모습으로 되어있지만, 켄이 갓챠맨으로 변신함과 동시에 G-1호로 변신한다. 갓 피닉스의 꼬리 부분에 합체해, 수직꼬리·부엔진을 겸한다. 당초는 고정 무장이 없고, 오로지 카메라 등에서 하늘로부터 개랙터 기지를 찾는 것이 주임무였지만, 67화부터 조종석의 뒤로 갓챠맨 파이어라고 하는 연장 열선포를 내장해 전투기로서 기능하게 되었다. 또한 실제로는 살려지지 않았지만, 설정상은 잠입도 할 수 있다.

### G-2호기
레이싱카형의 고속 머신으로, 콘돌 조가 탑승한다. 최고 시속 1000 km. 경주용 자동차의 차체이지만, 프런트 윙에 해당하는 위치에는 라이트가 설치되어 있다. 평상시는 조의 자가용 레이싱차(가스터빈 엔진 탑재,시판차 개조 타입)의 모습으로 되어있어, 갓 피닉스의 기수부에 수납된다. 선두부에 여러 가지 기재를 달 수 있어 갓 피닉스에 합체한 상태로 사용되기도 한다. 하늘은 날 수 없는 데다가 수중이나 수상에서는 사용하지 못하고(본래는, 경주용 자동차의 머신에 이런 상황에서의 운용을 요구하는 것 자체가 가혹한 이야기지만), 눈덮인 산을 달리기에도 G-3호와는 달라 특수 사양이 필요해, 4기 중 제일 활동 범위가 좁다. 다른 기체와 마찬가지로 당초는 개랙터 대원을 받아서 나가떨어지게 할 수밖에 싸울 방법이 없었지만, 67화부터 선두부에 콘돌 머신이라고 하는 가트링포를 장착했다. 각 G머신의 추가 무장 중 인상이 매우 강하다. 다른 기체는 작품에 의해서 차이가 있지만, G-1호가 비행기, G-2호가 경주용 자동차의 머신이라고 하는 점만은 시리즈 모두로 공통되어 있다.

### G-3호기
오토바이형 머신으로, 백조 준이 탑승한다. 최고 시속 700 km,수상 최고 시속 200 km. 평상시는 대형 오토바이(가스터빈 엔진 탑재)의 모습으로 되어있어 갓 피닉스의 좌익 단부에 수납된다. 하늘은 날 수 없지만(공중에서 갓 피닉스로부터 떼어내, 착지한 예는 있다) 오프닝으로 보여지듯이 수상을 달리거나 극중에서는 눈덮인 산을 달리는 등 이륜차로서는 경이적인 운동 성능을 보이고 있다. 67화에서는 준 로켓이라고 하는 연장 로켓 발사기를 장착했다. 덧붙여 이 준 로켓은 차체로부터 제외해, 단체로 사격하는 것이 가능하다.

### G-4호기
수륙 양용 장갑차. 헤리코바기라고도 불린다. 제비 진페이가 탑승한다. 최고 시속 200 km. 갓 피닉스의 우익 단부에 수납된다. 장갑차이지만 편향식 제트를 장비하고 있어 비행도 가능하다. 육공 뿐만이 아니라 경우에 따라서는 지하에서의 활동도 해내는 만능기기. 입구의 부분에서 드릴이나 회전 톱 등 여러 가지 기재나 무기를 계속 내보내는, 무엇이 나오는지 모르는〈보물함 메카(당시의 기획서)〉이다. 덧붙여 이 입구의 위치는 그대로 승강구도 겸하고 있다. 67화부터 진페이 폭탄을 장비했지만, 상술한 대로 무장 강화 이전부터 무장을 꺼내고 있었으므로 다른 기체의 추가 무장만큼 눈에 띄지는 않았다.

### G-5호기
대형 호버 수송기로, 부엉이 류(용)이 탑승한다. 다른 기체와 달리 위장 기능은 없고, 평상시는 용의 집의 옆에 있는 해저에 숨겨져 있다. G-5호 자체가 거의 갓 피닉스의 본체 그 자체지만, 다른 4기를 합체시키지 않으면 완전히 본래의 성능은 발휘하지 못하고, 불새는 물론 버드 미사일의 발사조차 할 수 없다. 닌자대의 전선기지로서 기능하는 가장 중요한 파트이며, 또 단체에서는 전투에 참가하지 않고(다른 4기는 무장이 강화되었지만, G-5호에 무장을 사용할 수 없는 것은 변하지 않았다) 후방에서 대기 하고 있는 경우가 많아, 류는 자주 불만을 토로하고 있었다. 다만 류(용)이 G-5호 지킴이 역할이 되어 있는 것은 가족이 건재하기 때문에 임무중의 위험이 적게 되도록 난부 박사가 배려했기 때문이다.

## 방영 후의 전개와 영향
- 본작품의 성공에 의해 〈신조인간 캐산〉, 〈허리케인 포리마〉, 〈우주의 기사 테카맨〉이라고 하는 히어로 작품이 계속되어, 다쓰노코 프로덕션의 하나의 노선을 구축했다.
- 구리 잇페이에 의하면 당시 인기였던 텔레비전 특수 촬영으로는 할 수 없는 것을 하려는 의도로, 메카의 합체나 변형, 금속질의 표현에 도전했다고 하지만 다른 형태로 영향을 남기고 있다. 그것은 캐릭터 구성에 대해 〈허무한 조역(혹은 주인공의 라이벌)〉, 〈홍일점이 싸우는 히로인〉, 〈무드 메이커(혹은 익살꾼 배우 담당)〉, 〈소년(홍일점 또는 무드 메이커와 코미디 장면을 연기하는 경우가 많다)〉을 히어로에 가세해 후년의 특수 촬영·애니메이션 작품으로 많이 볼 수 있게 된 〈5인조〉상을 확립한 점이다. 본 작품 이전에도 5인조 팀이라고 하는 모티프를 이용한 애니메이션·특수 촬영 작품은 있었지만, 각자의 캐릭터 설정의 명확함이 본 작품이 이 패턴을 강하게 인식되게 된 하나의 계기라고 생각된다. 이것은 후에 계속되는 〈겟타로보〉, 〈초전자로보 콤바트라 V〉라고 하는 애니메이션이나, 〈비밀전대 고레인저〉에서 보이는 텔레비전 특수 촬영(〈거대 로봇 애니메이션〉, 〈슈퍼 전대 시리즈〉등)의 작품에 영향을 준 것이라고 생각된다. 그 컨셉을 모티프로 한 작품이 〈조인전대 제트맨〉이다.[8]
- 인기를 얻은 일에 의해 1978년 7월에 애니메이션 영화로서 공개했다. 텔레비전 판의 재편집이었지만, 음향면에서는 〈초입체 음향 피닉스 사운드 4ch〉을 구가하고, 음악은 스기야마 고이치가 새롭게 담당하고, NHK 교향악단이 연주를 실시한다고 했다. (NHK 교향악단이 애니메이션의 음악을 연주한 것은 이때가 처음이다.)
- 《독수리 오형제 2》(1978년)와 《독수리 오형제 F》(1979년)가 각각 방영하였다. 1994년에는 다쓰노코 작품 팬이라고 하는 애니메이터 우메쓰 야쓰오미에 의해 캐릭터 디자인을 현대풍으로 어레인지한 OVA 3화가 제작되어 있다.
- 2000년 가을에는 아이돌 그룹인 SMAP가 갓챠맨으로 등장한 NTT 동일본의 텔레비전 광고가 방영되었다(연출은 〈시모쓰마 이야기〉등의 나가시마 데쓰야). 그것과 연동해 웹사이트에서는 게이지 사토 감독, 하야마 겐지가 캐릭터 디자인과 작화 감독을 맡은 새로운 애니메이션이 공개되었다. 덧붙여 SMAP로의 배역은, 리더 나가이 마쓰히로가 켄, 쿨한 캐릭터가 매력인 기무라 다쿠야가 조, 가장 페미닌한 분위기를 가진다고 생각되는 이나가키 고로가 준, 순수함과 소년다움이 감도는 구사나기 쓰요시가 제비 진페이, 몸이 크고 호쾌한 이미지 때문인지 카토리 싱고 가 류였다.
- 2007년에는 실사영화 제작발표가 있었으며, 2014년에 개봉했다.
- 홍콩의 CG애니메이션 제작 회사 Imagi Animation Studios가 일본의 오리지널 판을 바탕으로 전편 CG의 극장판 애니메이션 〈GATCHAMAN〉을 제작하고 있었다. 제작 예산은 4000만 달러로, 감독과 각본은 Kevin Munroe가 담당하고 2009년에 전미 공개 예정이었으나 Imagi Animation Studios가 파산하면서 무산되었다.
- 주식회사 데아고스티니 재팬에서 2008년 2월 5일부터 본작을 포함한 시리즈 3부작, 총 205화를 매호 3화씩 수록한 DVD 매거진 〈독수리 오형제 DVD 콜렉션〉의 간행이 개시되었다. 총 68호를 발매 예정이다.

## 스탭
- 원작, 캐릭터 디자인: 요시다 다쓰오
- 기획: 도리우미 진조
- 총감독: 도리우미 히사유키
- 음악: 보브 사쿠마
- 효과: 이시다 사운드 프로덕션
- 메카닉 디자인: 오가와라 구니오
- 작화 감독: 미야모토 사다오
- 작화 감독 보좌: 이케다 시게유키
- 동화: 스다 마사미, 카와지리 요시아키,코가와 도모노리, 시오야마 노리오 외
- 녹음 디렉터: 시바 시게하루
- 현상: IMAGICA
- 프로듀서: 구리 잇페이
- 제작 담당: 사토 미쓰오, 우지마 미노루, 콘도 마코토, 가마타 마사하루
- 제작 협력: 후지 테레비
- 제작: 요시다 다쓰오, 다쓰노코 프로덕션

## 주제가
〈갓챠맨의 노래〉
- 작사: 다쓰노코 문예부
- 작곡: 고바야시 아세이
- 편곡: 보브 사쿠마
- 노래: 시몬 마사토, 콜롬비아 요람회
- 제 1화 - 제 22화 엔딩, 제 23화 - 제 105화 오프닝

〈넘어뜨려라! 개랙터〉
- 작사: 다쓰노코 문예부
- 작곡: 고바야시 아세이
- 편곡: 보브 사쿠마
- 노래: 콜롬비아 요람회
- 제 1화 - 제 22화 오프닝, 제 23화 - 제 105화 엔딩

독수리 오형제의 오프닝 테마라고 말하면〈갓챠맨의 노래〉가 연상되는 경우가 많다고 생각되지만, 개시 당초는 엔딩에 사용되고 있었다. 출연진, 특히 가수가 '〈갓챠맨의 노래〉가 오프닝에 어울리는 곡이 아닌지?'라고 하는 의견이 많이 나와 있었다고 한다. 거꾸로 된 이유는 〈갓챠맨의 노래〉는 원래 오프닝에 사용할 생각으로 만들어졌지만, 동시기에 방영되어 본작과 같이 시몬이 노래하고 있던〈가면라이더〉를 연상시키는 부분이 있던 것과 노래의 가사가 마찬가지로 동시기에 방송된〈데빌맨〉과 거의 같게 되어 버렸기 때문이다. 그렇기 때문에 급히 오프닝과 엔딩의 노래를 바꿔 넣어 우선 방송을 개시해, 〈가면 라이더〉와〈데빌맨〉의 2개의 프로그램이 방송 종료하는 것을 기다리고, OP와 ED를 본래의 형태로 바꾸어 넣었다.

## OVA
종래의 이미지를 남기면서 메카, 캐릭터 디자인이 새롭게 바뀌었다. 총통 X의 영상에는 CG가 사용되었다. 한국 내 방영은 SBS에서 1998년에 했다.

### 스탭
- 원작: 요시다 다쓰오, 다쓰노코 프로덕션
- 기획: 나루시마 코우키, 스즈키 토시미쓰
- 영화제작 총책임자: 요시다 미노루, 구리 잇페이
- 감독: 후쿠시마 히로유키
- 각본: ARTMIC
- 수퍼바이저: 사이토 히로시
- 메카닉 디자인: 야마네 기미토시, 가네코 슈이치
- 캐릭터 디자인·작화 감독: 우메쓰 야스오미
- 미술 감독: 코노 지로
- 음악: 모리스 화이트, 빌 메이야즈
- 프로듀서: 요시다 구가
- 제작 협력: 아트 믹, 아트 랜드
- 제작: 다쓰노코 프로덕션, 콜롬비아 뮤직 엔터테인먼트

### 성우
- 왼쪽이 일본어 성우, 오른쪽이 한국어 성우(SBS 방영 당시)임.

- 독수리 켄(건): 오노사카 마사야/홍성헌
- 콘돌 조(혁): 이시이 코지/김준
- 백조 준(수나): 네야 미지코/서혜정
- 제비 진페이(뼝): 마츠모토 리카/손정아
- 부엉이 류(용): 다지키 후미히코]장승길
- 난부 박사(남박사): 사와키 이쿠야/김규식
- 베르크 캇체: 시오자와 가네토(남성), 오리가사 아이(여성)/손정아(여성)
- 앤더슨 장관: 기타가와 요네히코/이봉준
- 총통 X: 다나카 노부오/장광
- 레드 임펄스: 이시즈카 운쇼/설영범

### 주제가
〈갓챠맨 '94〉
- 작사: 다쓰노코 문예부, 작곡: 고바야시 아세이, 편곡: 쓰노 고우지, 노래: 미즈키 이치로

텔레비전 애니메이션 제 1작의 테마곡〈갓챠맨의 노래〉를, 멜로디나 가사는 원곡과 거의 그대로이나 곡의 상태를 하드록풍으로 어레인지한 것이다.

## 라디오 드라마
분카 방송의 제작에 의해, 1978년 4월 9일부터 9월 3일에 걸쳐 매주 일요일 17시 30분부터 18시의 시간대에 라디오 드라마로서 방송되었다. 캐스트와 주제가는 텔레비전판과 동일하다. 드라마의 내용은 텔레비전판의 에피소드를 몇 개 가져와 라디오 드라마 대본으로서 재구성한 것이다. 동시각에 방송되고 있던 쇼텐의 패러디회나, 베르크 캇체가 주제가의 가사만 바꾼 노래를 하는 회 등도 있었다.
- 삽입노래:〈안녕히 친구야〉, 〈함께 걷자 이 길을〉
  - 작사, 작곡, 노래: 사사키 이사오/편곡: 요코야마 세이지

## 자투리 이야기
- 〈부엉이 류〉, 〈독수리 켄〉, 〈제비 진페이〉의 3명의 이름은 다쓰노코 프로덕션의 창업자인 요시다 3형제(요시다 다쓰오, 요시다 겐지, 구리 잇페이(본명: 요시다 토요지)의 이름을 어레인지해 이름 붙였다고 한다.
- 아사히 소노라마에서 발행된 소설판 〈독수리 오형제〉에 의하면, 본작의 시대 설정은 2010년이다.
- 파친코: 2006년 9월에 파친코 기계 〈CR갓챠맨 STVA〉가 릴리스 되어 전국의 파칭코점에 설치되어 있다. 또한 본래는 2006년 봄경에 릴리스 될 예정이었지만, 여러 가지 사정에 의해 연기되어 당초의 발표보다 스펙이 변경되었다.

## 같이 보기
- 독수리 오형제 II
- 독수리 오형제 F
- 다쓰노코파이트 - 독수리 켄, 백조 준, 베르크 캇체 3명이 플레이어 캐릭터로서 참전.
- 다쓰노코 VS. CAPCOM CROSS GENERATION OF HEROES - 독수리 켄, 백조 준 2명이 플레이어 캐릭터로서 참전. 본작을 모티프로 한 스테이지〈개랙터 기지〉에서는 베르크 캇체, 개랙터 대원, 총통 X도 등장하고 있다.
- 조지 아사쿠라-콘돌 조의 이름을 여기서 따왔다.

## 참고 문헌
- 〈아니메주〉（2000년 10월호, 도쿠마 서점）
- DARTS 구성, 편집〈다쓰노코 히어로즈'70년대 다쓰노코 4대히어로 집합!! 〉(2001년, 아사히 소노라마）
- 〈우리들이 좋아하는 독수리 오형제〉(2003년, 다카라지마 사）

### 공식
- 독수리 오형제(다쓰노코 프로덕션 작품 데이터베이스)
- 독수리 오형제(TOKYO MX) 보관됨 2009-09-16 - 웨이백 머신

### 비공식
- 갓챠맨 질문실 > 자주 있는 질문 > Q04： 닌자대의 변신의 메카니즘→여기서 변신의 메카니즘에 대해〈모 과학 독본〉의 기술을 실수로서 비판하고 있다.